# Nicnevin
Nicneven, Nicnevin o Nicnevan es una bruja o reina de las hadas del folclore escocés. 
Aunque a menudo se la considera la misma figura que Gyre-Carling o Hécate, algunos eruditos no están de acuerdo. Se debate si este nombre se refería originalmente a una mujer real o a una diosa mitológica.

## Etimología
Su nombre puede estar derivado de un apellido gaélico escocés, Neachneohain, que significa "hija(s) de lo divino", y/o "hija(s) de Scathach", o NicNaoimhein, que significa "hija del pequeño santo".  Otras teorías proponen que el nombre deriva del de la diosa irlandesa de la guerra, Neamhain, o que está relacionado con el de espíritus del agua como Nixie, Nokke o incluso Neptuno.

## Leyenda
La primera mención conocida de Nicneven es la de Alexander Montgomerie, alrededor de 1580. Montgomerie y Patrick Hume de Polwarth fueron dos poetas de la corte del rey Jacobo VI de Escocia. En un intercambio de insultos cómicos en verso, también llamado flyting, Montgomerie describió el nacimiento de Patrick Hume (al que se hace referencia con el nombre de Polwart a lo largo del poema). En su historia, Polwart es el horrible vástago de un elfo y un simio, concebido durante la procesión de Halloween del Rey y la Reina de las Hadas. Las Moiras encuentran al Polwart infante y se lo entregan a Nicneven y su grupo de ninfas o brujas, quienes lo consagran a Hécate y Plutón en un ritual impío.

Las siguientes menciones conocidas de Nicneven datan de principios del siglo XIX. En 1801, John Leyden escribió que Nicneven era una de los denominaciones populares de "la gyre-carlin, la Reina de las Hadas, la gran bruja, Hécate o la madre bruja de los campesinos".  Robert Cromek dio una descripción más colorida de ella:
"Vamos a cerrar nuestra historia de la brujería con la única mención que pudimos recoger de un personaje célebre, la Gyre Carline; considerada madre de las ilusiones y pariente cercana del mismo Satanás. Se cree que preside las Hallowmas Rades (o "Procesiones de Halloween", es decir, el conjunto de brujas que vuelan a celebrar el Gran Sabbat de Samhain), y las madres a menudo asustan a sus hijos amenazándolos con entregarlos a McNeven o a Gyre Carline. En su descripción, viste un largo manto gris y porta una varita que, como la vara de Moisés, podía convertir el agua en rocas y el mar en tierra firme". 
Otros escritores, como Sir Walter Scott, han homologado a Nicneven no sólo con Hécate, sino también con otras reinas de las hadas y las brujas como Diana y Herodías. 

## Gyre-Carling
La Gyre-Carling es un ente similar a una bruja o una ogresa, cuyo nombre cuenta con variantes como Gyre-Carlin, Gy-Carling y Gay-Carlin.  Gyre es posiblemente un cognado de la palabra nórdica geri, que tiene el significado de "codiciosa".También puede provenir del nórdico gýgr, que significa "ogresa";  mientras que carling o carline es una palabra escocesa e inglesa del Norte que significa "anciana", y que proviene, o está relacionada con, la palabra nórdica kerling (con el mismo significado).
Una representación satírica del Manuscrito de Bannatyne, una antología poética escocesa del siglo XVI, describía a "una valiente Gyre-Carling", que "devora la carne de los hombres cristianos" (levit vpoun Christiane menis flesche). Después de una pelea por motivos amorosos con su vecino, abandonó Escocia para convertirse en la esposa de "Mahomyte" y reina de los "Jowis".  En Fife, la Gyre-Carling estaba asociada con el hilado y el tejido de punto, como Habetrot, otra figura folclórica del norte de Inglaterra y el sur de Escocia. Allí se creía que traía mala suerte dejar una pieza de tejido sin terminar en Año Nuevo, o, de lo contrario, la Gyre-Carling la robaría.
También se utilizaba con frecuencia como término genérico para designar a las brujas. En su respuesta a Montgomerie, Polwart escribió: "Dejad a los boggles, duendes, gyr-carlings y gaists". De manera similar, en 1793, Robert Heron escribió que las hadas y las "Gyar-Carlins" vagaban en Halloween y otras noches para detener a aquellos con los que estaban descontentos, y se los podía escuchar frotando el hielo en las noches de invierno.

## Nicneven como figura histórica
Una posibilidad planteada por los estudiosos es que la figura de Nicneven esté inspirada en una mujer real condenada a muerte por brujería. Otra teoría, como la que se observa en la obra de Sir Walter Scott y CK Sharpe, es que múltiples mujeres fueron apodadas en honor a la figura legendaria.
En mayo de 1569, una mujer acusada de brujería conocida como Nicneven o Nic Neville fue condenada a muerte y quemada en la hoguera en St. Andrews. Según dijo a sus interrogadores, los boticarios habían provocado su arresto debido a sus poderes curativos superiores. Esta mujer podría ser la misma persona que Nikneveing de Monzie, mencionada en el juicio por brujería de 1643 de John Brughe de Fossoway. La maestra de Brughe, Neane NcClerith, era sobrina de Nikneveing.
Varias leyendas giran en torno a una enfermera, Catherine Niven o Kate McNiven de Monzie, que también fue quemada viva por brujería. Las fuentes dan fechas muy variadas para este hecho, entre ellas 1563, 1615 o 1715.

## Análisis
Algunos académicos, como Alison Hanham, han expresado su escepticismo con respecto a que Nicneven sea la misma figura que la Gyre-Carlin, o a que se la concibiera como una reina de las hadas. Hanham se refiere al Flyting de Montgomery como "la primera, y, de hecho, única aparición literaria auténtica de Nicneven", desestimando así las opiniones de Scott, Cromek y otros que denominan a Nicneven "la Hécate escocesa". En el Flyting, Nicneven es una devota de Hécate. 
Jacqueline Simpson señaló que el término "gyr-carlings" aparece en la respuesta de Polwart a Montgomerie, y  podría referirse posiblemente a Nicneven y sus brujas, pero también señaló la enorme brecha de más de doscientos años entre el poema de Montgomerie y las fuentes mucho posteriores que describen a Nicneven como una reina de las hadas o diosa.